# Maria Gabriella Sagheddu
Maria Gabriella Sagheddu, född 17 mars 1914 i Dorgali, Sardinien, död 23 april 1939 i Grottaferrata, var en italiensk trappistnunna och bekännare. Maria Gabriella vördas som salig inom Romersk-katolska kyrkan. Hennes minnesdag firas den 22 april.

### Webbkällor
- Blessed Maria Gabriella
- ”Beata Maria Gabriella Sagheddu”. Santi e Beati. http://www.santiebeati.it/dettaglio/50475. Läst 22 april 2018.